# Alejandro Abascal
Alejandro Tomás Abascal García (* 15. Juli 1952 in Santander) ist ein ehemaliger spanischer Segler.

## Erfolge
Alejandro Abascal nahm dreimal an Olympischen Spielen in der Bootsklasse Flying Dutchman teil. Mit José María Benavides belegte er noch 1976 in Montreal bei seinem Olympiadebüt den siebten Platz, ehe er vier Jahre darauf bei den Olympischen Spielen 1980 in Moskau seinen größten Erfolg erzielte. Zusammen mit Miguel Noguer gewann er drei der insgesamt sieben Wettfahrten und stand aufgrund drei weiterer Platzierungen unter den besten Vier bereits vor dem abschließenden siebten Rennen mit 19 Gesamtpunkten als Olympiasieger fest. Sie erhielten somit vor David Wilkins und James Wilkinson aus Irland sowie dem ungarischen Brüderpaar Szabólcs und Zsolt Detre die Goldmedaille. Auch 1984 in Los Angeles bildeten Abascal und Noguer ein Segelteam, kamen jedoch bei dieser Regatta nicht über den elften Platz hinaus. Bei Weltmeisterschaften gewannen er und Noguer 1978 in Hayling Island die Bronze- und im Jahr darauf in Kiel die Silbermedaille.
Von 1996 bis 2015 war er Sportdirektor beim spanischen Segelverband Real Federación Española de Vela. Im Oktober 2015 wurde er technischer Leiter der spanischen Olympiamannschaft.